# Stig Törnblom
Stig Erik Törnblom, född 19 maj 1944 i Brännkyrka församling, död 28 september 2001 i Huddinge församling, var en svensk skådespelare.
Han var helt självlärd som skådespelare och blev upptäckt av Jan Halldoff när denne var regiassistent i Vilgot Sjömans film 491. Törnblom kom senare att medverka i en rad Halldoff-produktioner, Livet är stenkul (1967), Korridoren (1968), En dröm om frihet (1969), Bröllopet (1973), Jack (1977) och Klippet (1982). För sin medverkan i En dröm om frihet fick Törnblom motta Chaplin-priset 1969.
Vid sidan av skådespelarkarriären arbetade Törnblom som lastbilschaufför. Efter sin medverkan i Gränslots (1990) övergav han filmkarriären.
Stig Törnblom är gravsatt i minneslunden på Skogskyrkogården i Stockholm.

## Filmografi
- 1964 – 491
- 1966 – Här har du ditt liv
- 1967 – Livet är stenkul
- 1968 – Korridoren
- 1968 – Exercis
- 1969 – En dröm om frihet
- 1970 – Frida och hennes vän (TV-serie)
- 1971 – Väckning kl. 06.00
- 1973 – Bröllopet
- 1973 – Någonstans i Sverige (TV-serie)
- 1974 – Sams
- 1977 – Jack
- 1980 – Sverige åt svenskarna
- 1980 – Attentatet
- 1980 – Sinkadus (TV-serie)
- 1981 – Babels hus (TV-serie)
- 1982 – Klippet
- 1990 – Gränslots

### Fotnoter
1. 1 2 3  ”Stig Törnblom”. Svensk Filmdatabas. http://www.sfi.se/sv/svensk-filmdatabas/Item/?type=PERSON&itemid=66767&iv=BIOGRAPHY. Läst 2 juli 2012.
2. ↑  SvenskaGravar